# کلیشه بلوند

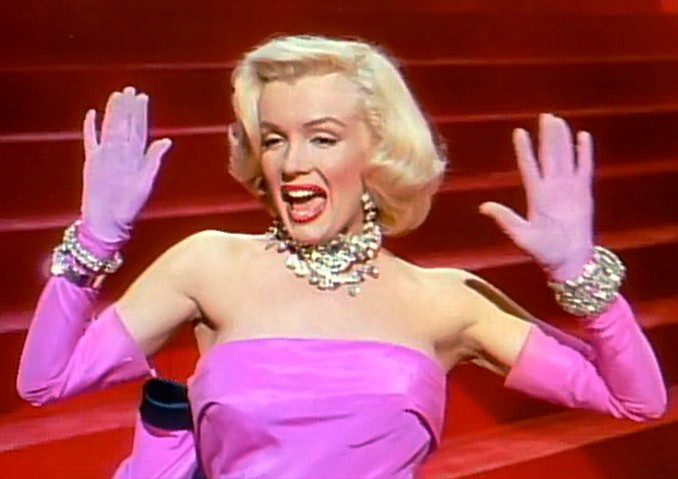
مریلین مونرو، بارزترین مثال تفکر قالبی بلوند است

کلیشه‌های بلوند (انگلیسی: Blonde stereotype)، کلیشه‌ای از افراد مو بلوند است. انواع فرعی این کلیشه عبارتند از: «بمب بلوند» و «بلوند خنگ»، تفکری قالبی است برای اشاره به زنانی با گیسوان بلوند. این ایده دارای زیرگونه‌های مختلفی همانند بامب‌شِل است. بامب‌شِل‌های بلوند یکی از برجسته‌ترین و محبوب‌ترین کارکترهای زن در سینما محسوب می‌شوند. بسیاری از ستارگان مشهور سینما از این ویژگی به نفع خود استفاده شایانی نموده‌اند که از میان مشهورترین آنها می‌توان به بریژیت باردو، جین منسفیلد، مریلین مونرو، مارلنه دیتریش و جین هارلو اشاره داشت.
جنبه‌های مختلفی برای درک اقبال عامه به کلیشهٔ زنان بلوند وجود دارد. در طول تاریخ، گیسوان بلوند برای زنان، بسیار جذاب و مطلوب در نظر گرفته‌شده و موهای بلوند برای مدت‌های مدید در فرهنگ‌های مختلف اروپایی به ویژه هنگامی که با چشم‌های آبی همراه می‌شدند، فوق‌العاده جذاب تلقی می‌گردیدند. این ترکیب و برداشت گیسوان بلوند به همراه چشمان آبی، در فرهنگ و تبلیغات مورد بهره‌برداری بسیار قرار می‌گرفت.

## نگارخانه

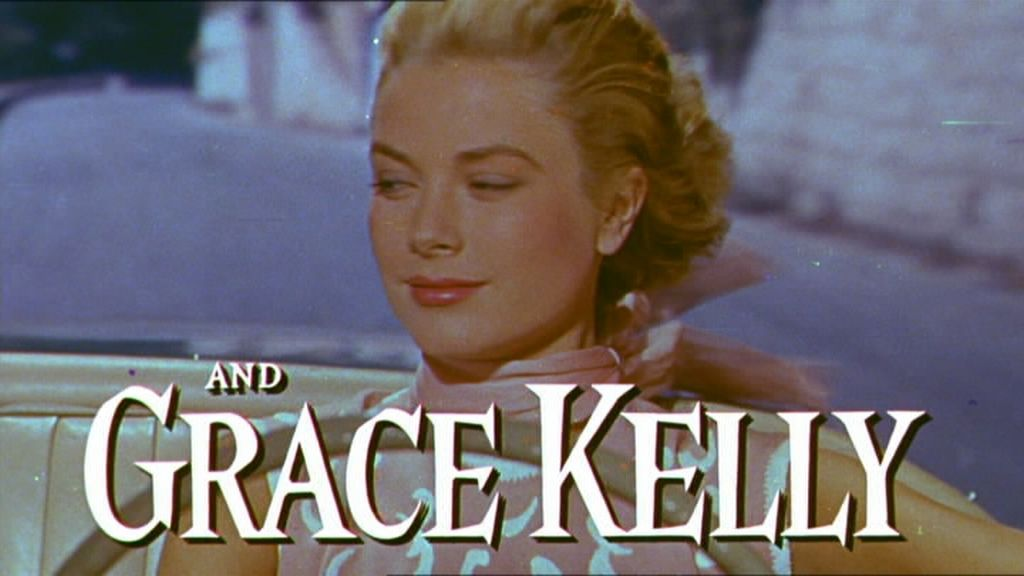
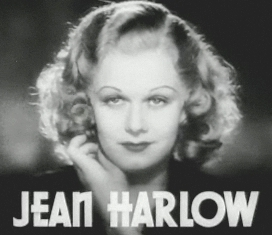
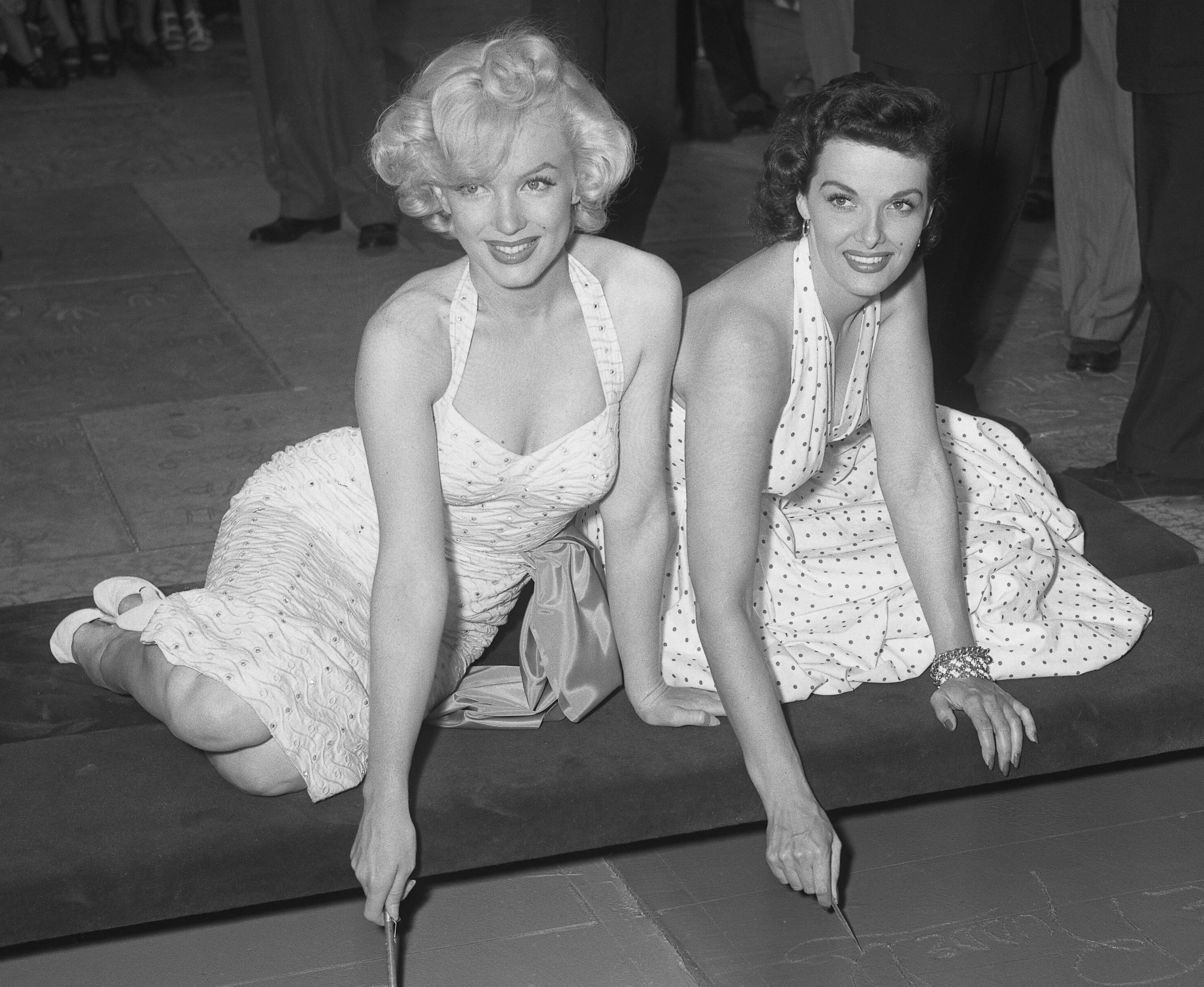
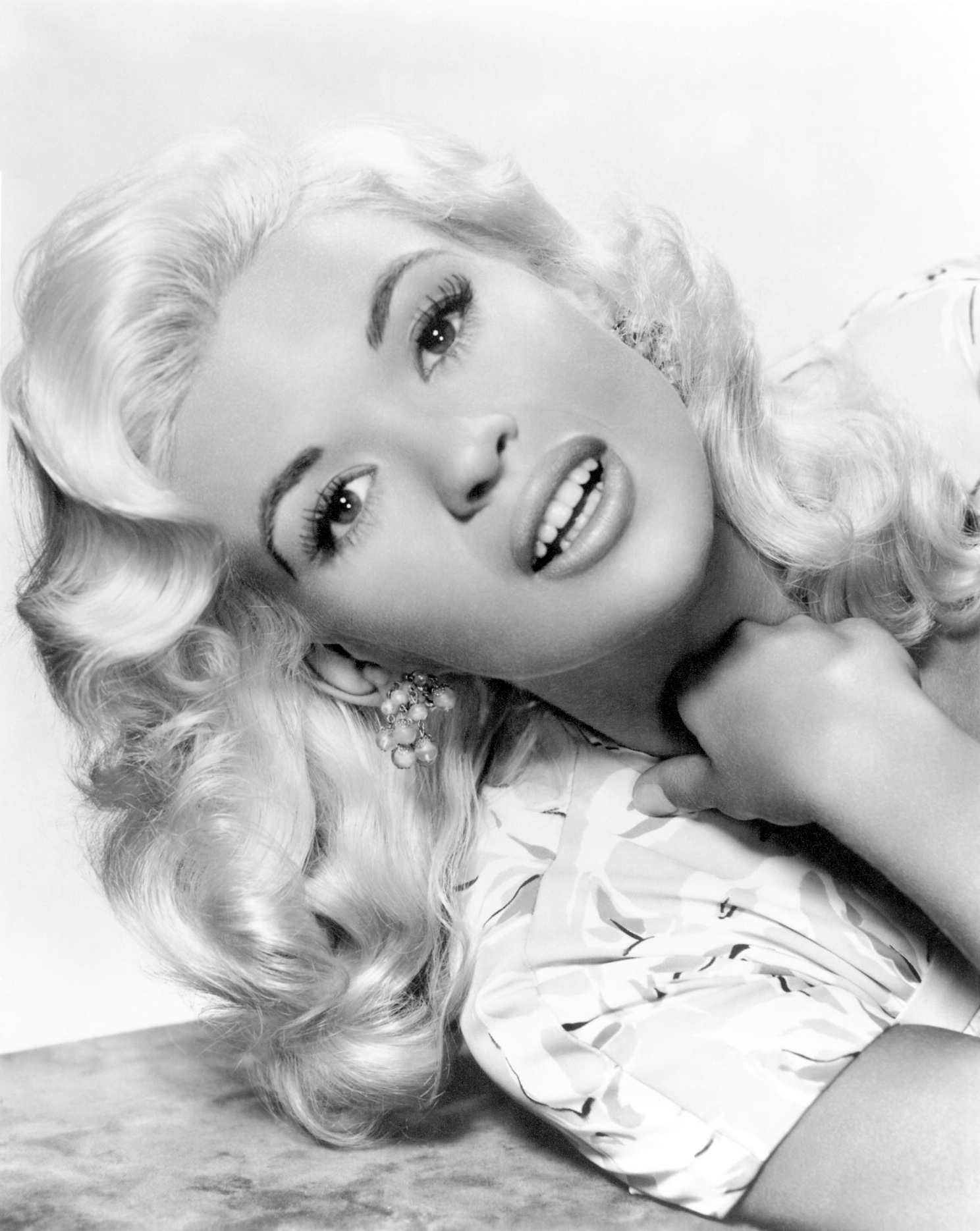